# Přísaha prezidenta Spojených států amerických

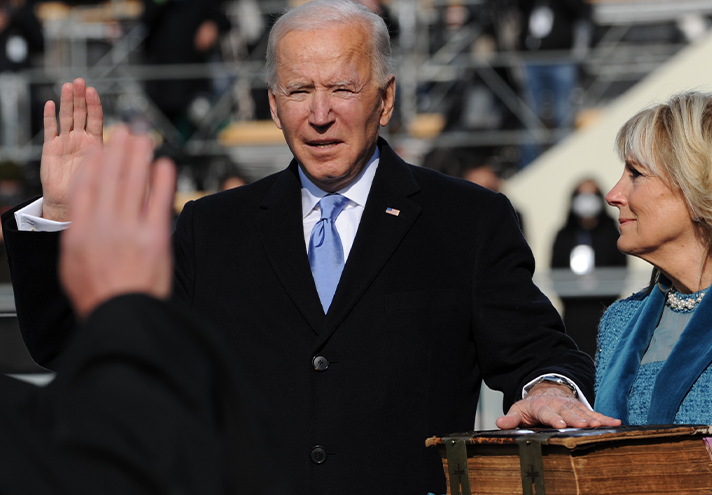
Přísaha Joea Bidena do rukou předsedy Nejvyššího soudu Johna G. Robertse, 20. ledna 2021

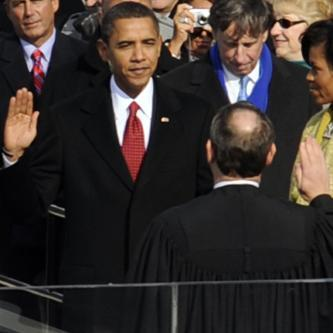
Přísaha Baracka Obamy do rukou předsedy Nejvyššího soudu Johna G. Robertse, 20. ledna 2009

Přísaha prezidenta Spojených států amerických je slavnostní přísaha, jejímž složení se nově zvolený nebo nastoupivší prezident oficiálně ujímá funkce. Její znění je stanoveno v Ústavě Spojených států a jejím složením prezident formálně přebírá pravomoci a povinnosti spojené s úřadem. Přísaha je tradičně skládána během inaugurační ceremonie, která se koná po prezidentských volbách, nebo bezprostředně po událostech vyžadujících náhlé převzetí funkce, například po úmrtí či rezignaci prezidenta. Historicky se způsob skládání přísahy vyvíjel, přičemž se ustálily určité tradice, jako například používání Bible nebo přítomnost předsedy Nejvyššího soudu jako osoby přísahu přijímající. Přísaha je pravidelně skládána dne 20. ledna na základě XX. dodatku Ústavy, podle kterého poprvé složil tento den přísahu Franklin Delano Roosevelt v roce 1937. Do té doby byl pravidelný prezidentský slib skládán 4. března. Důvodem k uzákonění XX. dodatku bylo především zkrácení přechodné doby od listopadového zvolení nového prezidenta a časem jeho nástupu do úřadu. Od této úpravy pak také viceprezident skládá přísahu krátce před prezidentskou přísahou.

## Postup při skládání přísahy

### Text prezidentské přísahy
| „                                              | I do solemnly swear that I will faithfully execute the Office of President of the United States, and will to the best of my Ability, preserve, protect and defend the Constitution of the United States. | “ |
| — Constitution of USA, Article II, Section One | |   |

| „                                  | Slavnostně přísahám, že budu čestně vykonávat úřad prezidenta Spojených států a podle svých sil budu zachovávat, střežit a bránit ústavu Spojených států. | “ |
| — Ústava USA, článek II., oddíl 1. | |   |

Přesto, že to ústava nevyžaduje, zpravidla je za oficiální text přísahy doplňována fráze So help me god (K tomu mi dopomáhej bůh).

### Forma skládání přísahy
Ústava neupravuje, kdo konkrétně by měl prezidentskou přísahu přijímat. První prezident George Washington složil přísahu při své první inauguraci 30. dubna 1789 do rukou starosty New Yorku Roberta Livingstona. Od druhého prezidenta Johna Adamse ji všichni prezidenti skládali do rukou předsedy Nejvyššího soudu, s výjimkou případů po úmrtí prezidenta v úřadu. V roce 1923, poté, co byl Calvin Coolidge informován o smrti Warrena Hardinga, složil prezidentskou přísahu do rukou svého otce, který byl notářem. Lyndon B. Johnson  22. listopadu 1963 po atentátu na Johna F. Kennedyho složil přísahu do rukou federální soudkyně Sarah T. Hughesové; jedná se o jediný případ, kdy přísahu přijímala žena.
Přestože ústavní text je stále stejný, forma skládání přísahy se v průběhu historie měnila. Zavedlo se vložení jména přísahajícího do textu a rovněž se měnila formulace textu a postup při jeho přednášení. Například v roce 1933 při skládání přísahy Franklina Roosevelta předseda Nejvyššího soudu Charles Evans Hughes pronesl celou přísahu ve tvaru „Vy, Franklin Delano Roosevelt slavnostně přísaháte...“, načež Roosevelt ji celou zopakoval ve tvaru „Já, Franklin Delano Roosevelt slavnostně přísahám...“ . Při inauguraci Harryho Trumana v roce 1949 se praxe změnila tak, že předseda Nejvyššího soudu předříkával přísahu po několika slovech, které prezident opakoval, dokud přísaha nebyla dokončena. Nadále se uplatňovala změna formulace věty, soudce tedy řekl „Vy, Harry S. Truman slavnostně přísaháte...“ a Truman odpověděl „Já, Harry S. Truman slavnostně přísahám...“. Tato praxe pokračovala do přísahy Geralda Forda roku 1974, kde byla použita formulace používaná dodnes. Soudce přijímající přísahu předříkává text přísahy v první osobě, a osoba přísahu skládající po něm doslovně opakuje; tedy: „Já, Gerald R. Ford slavnostně přísahám...“. 

### Používané knihy
Podle zvyku zvedne nastupující prezident při skládání přísahy svou pravou ruku a levou položí na Bibli. V roce 1789 George Washington složil přísahu a poté Bibli políbil. Následující prezidenti až po Harryho S. Trumana včetně, až na výjimky následovali jeho příklad. Dwight D. Eisenhower v roce 1953 místo políbení Bible pronesl na závěr modlitbu. Harry Truman, Dwight Eisenhower, Richard Nixon, George H. W. Bush, Barack Obama a Donald Trump složili přísahu na dvě Bible. Barack Obama v lednu 2009 použil stejnou bibli, jako Abraham Lincoln v březnu 1861.
Thomas Jefferson a Calvin Coolidge Bibli při svých přísahách nepoužili, rovněž ji odmítl Theodore Roosevelt v roce 1901. Jedinými prezidenty, kteří přísahali na jinou knihu než Bibli, byl John Quincy Adams, který roku 1825 složil přísahu na slavnostní výtisk ústavy a zákoníku, a Lyndon B. Johnson, který roku 1963 složil přísahu na římskokatolický misál v domnění, že se jedná o Bibli.

## Seznam prezidentských přísah
Pokud připadá den přísahy na neděli, přísaha probíhá soukromě a druhý den, tedy v pondělí probíhá veřejně.
| Jméno prezidenta       | Datum             | Typ přísahy | Místo                               | Osoba přijímající přísahu | Osoba přijímající přísahu               |
| Jméno prezidenta       | Datum             | Typ přísahy | Místo                               | Jméno                     | Funkce                                  |
| ---------------------- | ----------------- | ----------- | ----------------------------------- | ------------------------- | --------------------------------------- |
| George Washington      | 30. duben 1789    | veřejná     | Federal Hall, New York              | Robert Livingston         | starosta New Yorku                      |
| George Washington      | 4. březen 1793    | veřejná     | Congress Hall, Filadelfie           | William Cushing           | soudce Nejvyššího soudu USA             |
| John Adams             | 4. březen 1797    | veřejná     | Congress Hall, Filadelfie           | Oliver Ellsworth          | předseda Nejvyššího soudu USA           |
| Thomas Jefferson       | 4. březen 1801    | veřejná     | Kapitol, Washington D.C.            | John Marshall             | předseda Nejvyššího soudu USA           |
| Thomas Jefferson       | 4. březen 1805    | veřejná     | Kapitol, Washington D.C.            | John Marshall             | předseda Nejvyššího soudu USA           |
| James Madison          | 4. březen 1809    | veřejná     | Kapitol, Washington D.C.            | John Marshall             | předseda Nejvyššího soudu USA           |
| James Madison          | 4. březen 1813    | veřejná     | Kapitol, Washington D.C.            | John Marshall             | předseda Nejvyššího soudu USA           |
| James Monroe           | 4. březen 1817    | veřejná     | Old Brick Capitol, Washington D.C.  | John Marshall             | předseda Nejvyššího soudu USA           |
| James Monroe           | 5. březen 1821    | veřejná     | Kapitol, Washington D.C.            | John Marshall             | předseda Nejvyššího soudu USA           |
| John Quincy Adams      | 4. březen 1825    | veřejná     | Kapitol, Washington D.C.            | John Marshall             | předseda Nejvyššího soudu USA           |
| Andrew Jackson         | 4. březen 1829    | veřejná     | Kapitol, Washington D.C.            | John Marshall             | předseda Nejvyššího soudu USA           |
| Andrew Jackson         | 4. březen 1833    | veřejná     | Kapitol, Washington D.C.            | John Marshall             | předseda Nejvyššího soudu USA           |
| Martin Van Buren       | 4. březen 1837    | veřejná     | Kapitol, Washington D.C.            | Roger B. Taney            | předseda Nejvyššího soudu USA           |
| William Henry Harrison | 4. březen 1841    | veřejná     | Kapitol, Washington D.C.            | Roger B. Taney            | předseda Nejvyššího soudu USA           |
| John Tyler             | 6. duben 1841     | soukromá    | Metropolitan Hotel, Washington D.C. | William Cranch            | předseda odvolacího soudu pro hl. město |
| James K. Polk          | 4. březen 1845    | veřejná     | Kapitol, Washington D.C.            | Roger B. Taney            | předseda Nejvyššího soudu USA           |
| Zachary Taylor         | 5. březen 1849    | veřejná     | Kapitol, Washington D.C.            | Roger B. Taney            | předseda Nejvyššího soudu USA           |
| Millard Fillmore       | 10. červen 1850   | veřejná     | Kapitol, Washington D.C.            | William Cranch            | předseda odvolacího soudu pro hl. město |
| Franklin Pierce        | 4. březen 1853    | veřejná     | Kapitol, Washington D.C.            | Roger B. Taney            | předseda Nejvyššího soudu USA           |
| James Buchanan         | 4. březen 1857    | veřejná     | Kapitol, Washington D.C.            | Roger B. Taney            | předseda Nejvyššího soudu USA           |
| Abraham Lincoln        | 4. březen 1861    | veřejná     | Kapitol, Washington D.C.            | Roger B. Taney            | předseda Nejvyššího soudu USA           |
| Abraham Lincoln        | 4. březen 1865    | veřejná     | Kapitol, Washington D.C.            | Salmon P. Chase           | předseda Nejvyššího soudu USA           |
| Andrew Johnson         | 15. duben 1865    | soukromá    | Kirkwood House, Washington, D.C.    | Salmon P. Chase           | předseda Nejvyššího soudu USA           |
| Ulysses S. Grant       | 4. březen 1869    | veřejná     | Kapitol, Washington D.C.            | Salmon P. Chase           | předseda Nejvyššího soudu USA           |
| Ulysses S. Grant       | 4. březen 1873    | veřejná     | Kapitol, Washington D.C.            | Salmon P. Chase           | předseda Nejvyššího soudu USA           |
| Rutherford B. Hayes    | 3. březen 1877    | soukromá    | Bílý dům, Washington D.C.           | Morrison Waite            | předseda Nejvyššího soudu USA           |
| Rutherford B. Hayes    | 5. březen 1877    | veřejná     | Kapitol, Washington D.C.            | Morrison Waite            | předseda Nejvyššího soudu USA           |
| James A. Garfield      | 4. březen 1881    | veřejná     | Kapitol, Washington D.C.            | Morrison Waite            | předseda Nejvyššího soudu USA           |
| Chester A. Arthur      | 20. září 1881     | soukromá    | domov Chestera Arthura, New York    | John R. Brady             | soudce Nejvyšší soud státu New York     |
| Chester A. Arthur      | 22. září 1881     | veřejná     | Kapitol, Washington D.C.            | Morrison Waite            | předseda Nejvyššího soudu USA           |
| Grover Cleveland       | 4. březen 1885    | veřejná     | Kapitol, Washington D.C.            | Morrison Waite            | předseda Nejvyššího soudu USA           |
| Benjamin Harrison      | 4. březen 1889    | veřejná     | Kapitol, Washington D.C.            | Melville Fuller           | předseda Nejvyššího soudu USA           |
| Grover Cleveland       | 4. březen 1893    | veřejná     | Kapitol, Washington D.C.            | Melville Fuller           | předseda Nejvyššího soudu USA           |
| William McKinley       | 4. březen 1897    | veřejná     | Kapitol, Washington D.C.            | Melville Fuller           | předseda Nejvyššího soudu USA           |
| William McKinley       | 4. březen 1901    | veřejná     | Kapitol, Washington D.C.            | Melville Fuller           | předseda Nejvyššího soudu USA           |
| Theodore Roosevelt     | 14. září 1901     | soukromá    | Ansley Wilcox House, Buffalo        | John R. Hazel             | federální soudce pro obvod New York     |
| Theodore Roosevelt     | 4. březen 1905    | veřejná     | Kapitol, Washington D.C.            | Melville Fuller           | předseda Nejvyššího soudu USA           |
| William Howard Taft    | 4. březen 1909    | veřejná     | Kapitol, Washington D.C.            | Melville Fuller           | předseda Nejvyššího soudu USA           |
| Woodrow Wilson         | 4. březen 1913    | veřejná     | Kapitol, Washington D.C.            | Edward Douglass White     | předseda Nejvyššího soudu USA           |
| Woodrow Wilson         | 4. březen 1917    | soukromá    | Kapitol, Washington D.C.            | Edward Douglass White     | předseda Nejvyššího soudu USA           |
| Woodrow Wilson         | 5. březen 1917    | veřejná     | Kapitol, Washington D.C.            | Edward Douglass White     | předseda Nejvyššího soudu USA           |
| Warren G. Harding      | 4. březen 1921    | veřejná     | Kapitol, Washington D.C.            | Edward Douglass White     | předseda Nejvyššího soudu USA           |
| Calvin Coolidge        | 3. srpen 1923     | soukromá    | domov Calvina Coolidge, Vermont     | John C. Coolidge          | notář                                   |
| Calvin Coolidge        | 21. srpen 1923    | soukromá    | Willard Hotel, Washington D.C.      | Adolph A. Hoehling, Jr.   | federální soudce                        |
| Calvin Coolidge        | 4. březen 1925    | veřejná     | Kapitol, Washington D.C.            | William Howard Taft       | předseda Nejvyššího soudu USA           |
| Herbert Hoover         | 4. březen 1929    | veřejná     | Kapitol, Washington D.C.            | William Howard Taft       | předseda Nejvyššího soudu USA           |
| Franklin D. Roosevelt  | 4. březen 1933    | veřejná     | Kapitol, Washington D.C.            | Charles Evans Hughes      | předseda Nejvyššího soudu USA           |
| Franklin D. Roosevelt  | 20. leden 1937    | veřejná     | Kapitol, Washington D.C.            | Charles Evans Hughes      | předseda Nejvyššího soudu USA           |
| Franklin D. Roosevelt  | 20. leden 1941    | veřejná     | Kapitol, Washington D.C.            | Charles Evans Hughes      | předseda Nejvyššího soudu USA           |
| Franklin D. Roosevelt  | 20. leden 1945    | soukromá    | Bílý dům, Washington D.C.           | Harlan Fiske Stone        | předseda Nejvyššího soudu USA           |
| Harry S. Truman        | 12. duben 1945    | soukromá    | Bílý dům, Washington D.C.           | Harlan Fiske Stone        | předseda Nejvyššího soudu USA           |
| Harry S. Truman        | 20. leden 1949    | veřejná     | Kapitol, Washington D.C.            | Frederick M. Vinson       | předseda Nejvyššího soudu USA           |
| Dwight D. Eisenhower   | 20. leden 1953    | veřejná     | Kapitol, Washington D.C.            | Frederick M. Vinson       | předseda Nejvyššího soudu USA           |
| Dwight D. Eisenhower   | 20. leden 1957    | soukromá    | Bílý dům, Washington D.C.           | Earl Warren               | předseda Nejvyššího soudu USA           |
| Dwight D. Eisenhower   | 21. leden 1957    | veřejná     | Kapitol, Washington D.C.            | Earl Warren               | předseda Nejvyššího soudu USA           |
| John F. Kennedy        | 20. leden 1961    | veřejná     | Kapitol, Washington D.C.            | Earl Warren               | předseda Nejvyššího soudu USA           |
| Lyndon B. Johnson      | 22. listopad 1963 | soukromá    | letiště Dallas Love Field           | Sarah T. Hughes           | federální soudkyně                      |
| Lyndon B. Johnson      | 20. leden 1965    | veřejná     | Kapitol, Washington D.C.            | Earl Warren               | předseda Nejvyššího soudu USA           |
| Richard Nixon          | 20. leden 1969    | veřejná     | Kapitol, Washington D.C.            | Earl Warren               | předseda Nejvyššího soudu USA           |
| Richard Nixon          | 20. leden 1973    | veřejná     | Kapitol, Washington D.C.            | Warren E. Burger          | předseda Nejvyššího soudu USA           |
| Gerald Ford            | 9. srpen 1974     | veřejná     | Bílý dům, Washington D.C.           | Warren E. Burger          | předseda Nejvyššího soudu USA           |
| Jimmy Carter           | 20. leden 1977    | veřejná     | Kapitol, Washington D.C.            | Warren E. Burger          | předseda Nejvyššího soudu USA           |
| Ronald Reagan          | 20. leden 1981    | veřejná     | Kapitol, Washington D.C.            | Warren E. Burger          | předseda Nejvyššího soudu USA           |
| Ronald Reagan          | 20. leden 1985    | soukromá    | Bílý dům, Washington D.C.           | Warren E. Burger          | předseda Nejvyššího soudu USA           |
| Ronald Reagan          | 21. leden 1985    | veřejná     | Kapitol, Washington D.C.            | Warren E. Burger          | předseda Nejvyššího soudu USA           |
| George H. W. Bush      | 20. leden 1989    | veřejná     | Kapitol, Washington D.C.            | William Rehnquist         | předseda Nejvyššího soudu USA           |
| Bill Clinton           | 20. leden 1993    | veřejná     | Kapitol, Washington D.C.            | William Rehnquist         | předseda Nejvyššího soudu USA           |
| Bill Clinton           | 20. leden 1997    | veřejná     | Kapitol, Washington D.C.            | William Rehnquist         | předseda Nejvyššího soudu USA           |
| George W. Bush         | 20. leden 2001    | veřejná     | Kapitol, Washington D.C.            | William Rehnquist         | předseda Nejvyššího soudu USA           |
| George W. Bush         | 20. leden 2005    | veřejná     | Kapitol, Washington D.C.            | William Rehnquist         | předseda Nejvyššího soudu USA           |
| Barack Obama           | 20. leden 2009    | veřejná     | Kapitol, Washington D.C.            | John G. Roberts           | předseda Nejvyššího soudu USA           |
| Barack Obama           | 21. leden 2009    | soukromá    | Bílý dům, Washington D.C.           | John G. Roberts           | předseda Nejvyššího soudu USA           |
| Barack Obama           | 20. leden 2013    | soukromá    | Bílý dům, Washington D.C.           | John G. Roberts           | předseda Nejvyššího soudu USA           |
| Barack Obama           | 21. leden 2013    | veřejná     | Kapitol, Washington D.C.            | John G. Roberts           | předseda Nejvyššího soudu USA           |
| Donald Trump           | 20. leden 2017    | veřejná     | Kapitol, Washington D.C.            | John G. Roberts           | předseda Nejvyššího soudu USA           |
| Joe Biden              | 20. leden 2021    | veřejná     | Kapitol, Washington D.C.            | John G. Roberts           | předseda Nejvyššího soudu USA           |
| Donald Trump           | 20. leden 2025    | veřejná     | Kapitol, Washington D.C.            | John G. Roberts           | předseda Nejvyššího soudu USA           |

## Zajímavosti
- 1877 – Rutherford B. Hayes byl prvním prezidentem, který složil prezidentský slib v Bílém domě (v Červeném salónku), a to tajně již 3. března, protože 4. březen byla neděle. V pondělí 5. března pak přísahu opakoval veřejně v Kapitolu.
- 22. listopadu 1963 složil po smrti Kennedyho přísahu viceprezident Lyndon B. Johnson během letu z Dallasu do D. C. na palubě Air Force One. Slib přijala federální soudkyně Sarah T. Hughes. Stala se tak jedinou ženou, co tak učinila.
- 2009 – Barack Obama při inauguraci přísahal na stejnou bibli jako Abraham Lincoln, který zrušil otrokářství. Pro nedoslovnou formulaci slibu opakoval přísahu 21. ledna v Bílém domě.